# HackShield
HackShield(ハックシールド)は、韓国のセキュリティ企業、アンラボ(AhnLab)社でオンラインゲーム用に開発されたハッキング対策ツールである。カウンターストライクオンライン、アラド戦記、ドラゴニカ、メイプルストーリーなどのゲームに利用されている。
韓国では2001年から、米国では2005年から、日本では2006年から利用できる。

## 製品
AhnLab HackShield にはHackShield Basic For OnlineGame、 HackShield Plus For OnlineGame、HackShield Pro For OnlineGameの三種類があるが、日本で主に販売されているのはProである。 

## 機能
AhnLab HackShield For Online Game メモリハッキング遮断、スピードハック遮断、デバッガ遮断、メッセージフック遮断、オートマウス遮断、ファイル改ざん遮断、Hacking Tools and Blocking Detection、ランタイム改ざん遮断、実行ファイルパッキング/暗号化、パケット暗号化、データファイル暗号化、サーバサイドクラック保護、スマートアップデート、セキュリティ面で優れた機能を多数有しており、機能面ではライバルの nProtect GameGuard とほぼ同等である。

## 問題点
カウンターストライクオンライン、アラド戦記、メイプルストーリーにおいては既にチート・BOTの存在が多数報告されており、
すでにRMT業者の手によって、セキュリティが破られているため、有効性については疑問が残る。
一方、正常な使用においてもログインできなかったり、プレイ中にクライアントがクラッシュするなどの現象が導入後しばしば見られるようになった。